# Ђани Ривера
Ђовани „Ђани“ Ривера (итал. Giovanni Gianni Rivera; 18. август 1943, Алесандрија) је бивши италијански фудбалер, играо је на позицији офанзивног везног. У марту 2004. Пеле га је уврстио међу 125 најбољих живих фудбалера.

## Каријера
Ђани Ривера је своју каријеру почео у Алесандрији, клубу из родног града, за који је дебитовао у Серији А на мечу против Интера са свега 15 година. У својој дебитантској сезони у Серији А одиграо је 26 мечева за Алесандрију и постигао 6 голова. Идуће сезоне прелази у Милан за тада рекордан трансфер од 200.000 долара.
Као осамнаестогодишњак 1962. године осваја први скудето, а идуће године и први Куп шампиона, где је Милан савладао Бенфику резултатом 2:1 у финалу. Године 1968. осваја дуплу круну са Миланом, тако што осваја Серију А и Куп победника купова. Наредне године осваја по други пут Куп шампиона, а такође добија Златну лопту као најбољи играч Европе.
Са Миланом је дошао до још два финала Купа победника купова 1973. и 1974. У првом финалу Милан је дошао до трофеја, док му у другом то није пошло за руком. У сезони 1972/73. Ривера је са два играча делио прво место по броју постигнутих голова у Серији А, док последњи скудето са Миланом осваја 1979. године.

## Репрезентација
Ђани Ривера је дебитовао за репрезентацију Италије 13. маја 1962. у пријатељској утакмици против Белгије. Освојио је Европско првенство 1968. када је Италија била домаћин, али је ипак пропустио финале против Југославије због повреде добијене у полуфиналу против Совјетског Савеза.
Такође је био део репрезентације која је на Светском првенству 1970. стигла до финала где је изгубила од Бразила. Тадашњи италијански селектор Феруцио Валкаређи је на почетку турнира више давао предност Сандру Мацоли. Када је приметио да напад не функционише како је планирано, после другог кола почео је да убацује Риверу у игру и то је донело резултат. Ривера је тако помогао репрезентацији да победи Мексико четвртфиналу, као и Западну Немачку у полуфиналу где је у продужецима постигао победоносни 4. гол за победу од 4:3.
За репрезентацију је укупно одиграо 60 утакмица и постигао 14 голова.

## Трофеји
Милан
- Серија А: 1961/62, 1967/68, 1978/79
- Куп Италије: 1966/67, 1971/72, 1972/73, 1976/77
- Куп шампиона: 1962/63, 1968/69
- Куп победника купова: 1967/68, 1972/73
- Интерконтинентални куп: 1969

Италија
- Европско првенство: 1968.

Индивидуални
- Златна лопта: 1969
- Најбољи стрелац Серије А: 1972/73 (заједно са Ђузепе Саволдијем и Паолином Пулићијем)
- ФИФА 100.